# Qendër, Berat
Qendër, Berat là một xã trong quận Skrapar thuộc hạt Berat, Albania. Dân số năm 2005 là 4878 người.